# 산딸기 (1982년 영화)
《산딸기》(Mountain Strawberries)는 한국에서 제작된 김수형 감독의 1982년 에로, 드라마 영화이다. 안소영 등이 주연으로 출연하였고 서종호 등이 제작에 참여하였다.

## 출연

### 주연
- 안소영
- 임동진

### 조연
- 남궁원
- 김인문

## 기타
- 조명: 손한수
- 녹음: 이재웅
- 미술: 조경환